# Лами, Жюльен
Жюлье́н Эли́ Лами́ (фр. Julien Elie Lamy; род. 6 ноября 1999 года в Париже, Франция) — французский футболист, нападающий болгарского клуба «Локомотив» из Пловдива.

## Карьера
Жюльен начинал карьеру в «Плабеннеке», после него он занимался футболом в академиях «Брестуа» и «Бреста». Во взрослом футболе нападающий дебютировал в родном клубе, отыграв 16 матчей и забив 1 гол в сезоне 2017/18. Следующий игровой год Жюльен провёл на просмотрах: сперва в составе английского клуба «Вест Бромвич Альбион», где появился на поле лишь однажды, в игре первенства резервистов с «Норвичем» 1 февраля 2019 года, а затем в «Ноттингем Форест». Летом того же года он заключил контракт с более скромным «Ротерем Юнайтед», за который сыграл 3 матча в первой половине сезона 2019/20. Вторую половину Жюльен провёл в «Уимблдоне», дважды появившись на поле. Покинув «Ротерем Юнайтед» летом 2020 года, нападающий полгода находился в поисках нового клуба. Им стал «Гримсби Таун», за который он отыграл 9 встреч в концовке сезона 2020/21.
В сезоне 2021/22 Жюльен присоединился к кипрскому «Эносису». За 2 года в этой команде нападающий забил 10 голов в 57 матчах второго дивизиона Кипра. В сезоне 2023/24 он выступал в составе клубов «Целе» и «Мура» в высшей лиге Словении. Летом 2024 года Жюльен стал игроком болгарского «Локомотива» из Пловдива. В 30 матчах чемпионата Болгарии сезона 2024/25 он отметился 8 забитыми мячами.

## Достижения
«Целе»
- Чемпион Словении (1): 2023/24